# Keukenweegschaal

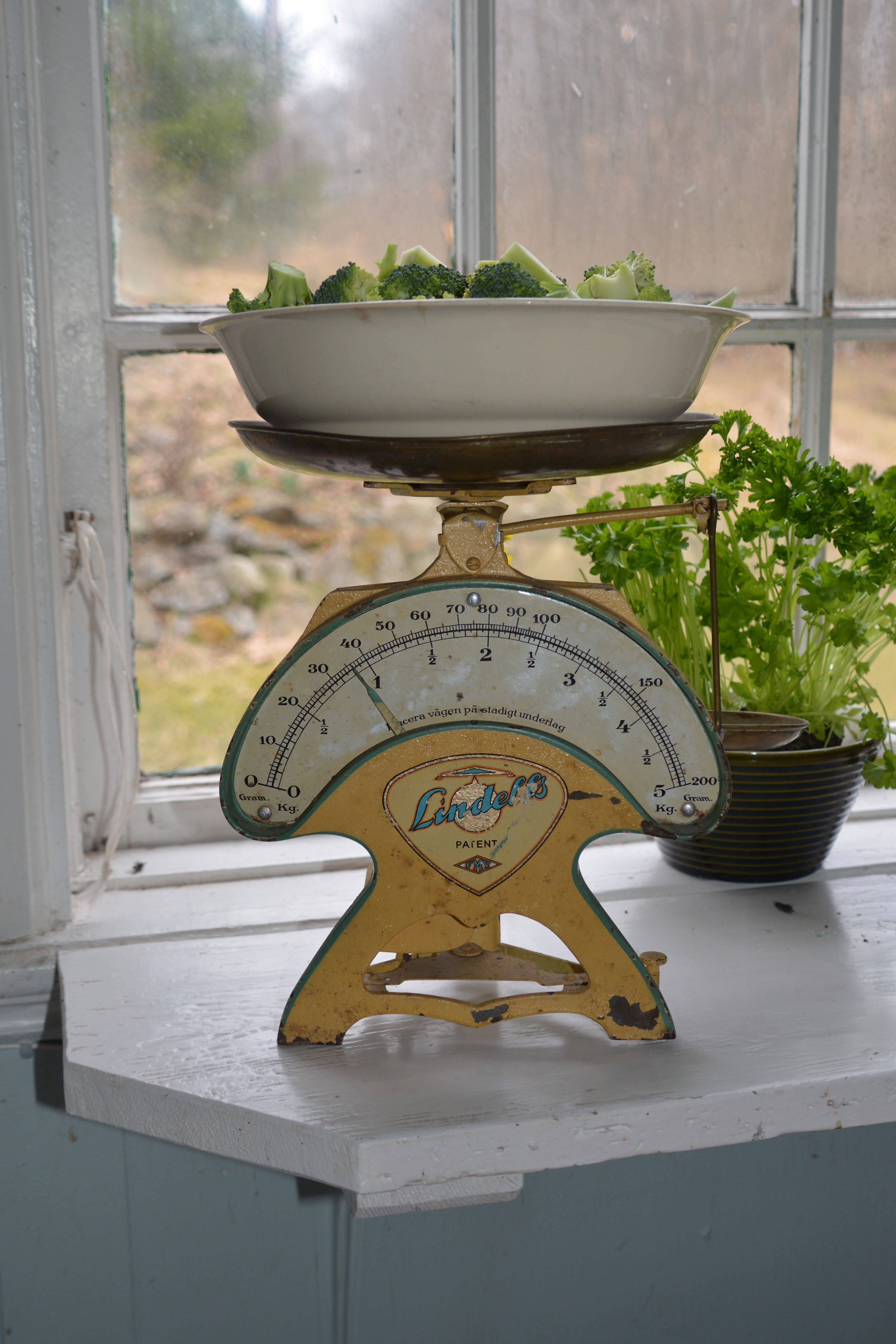
Analoge keukenweegschaal

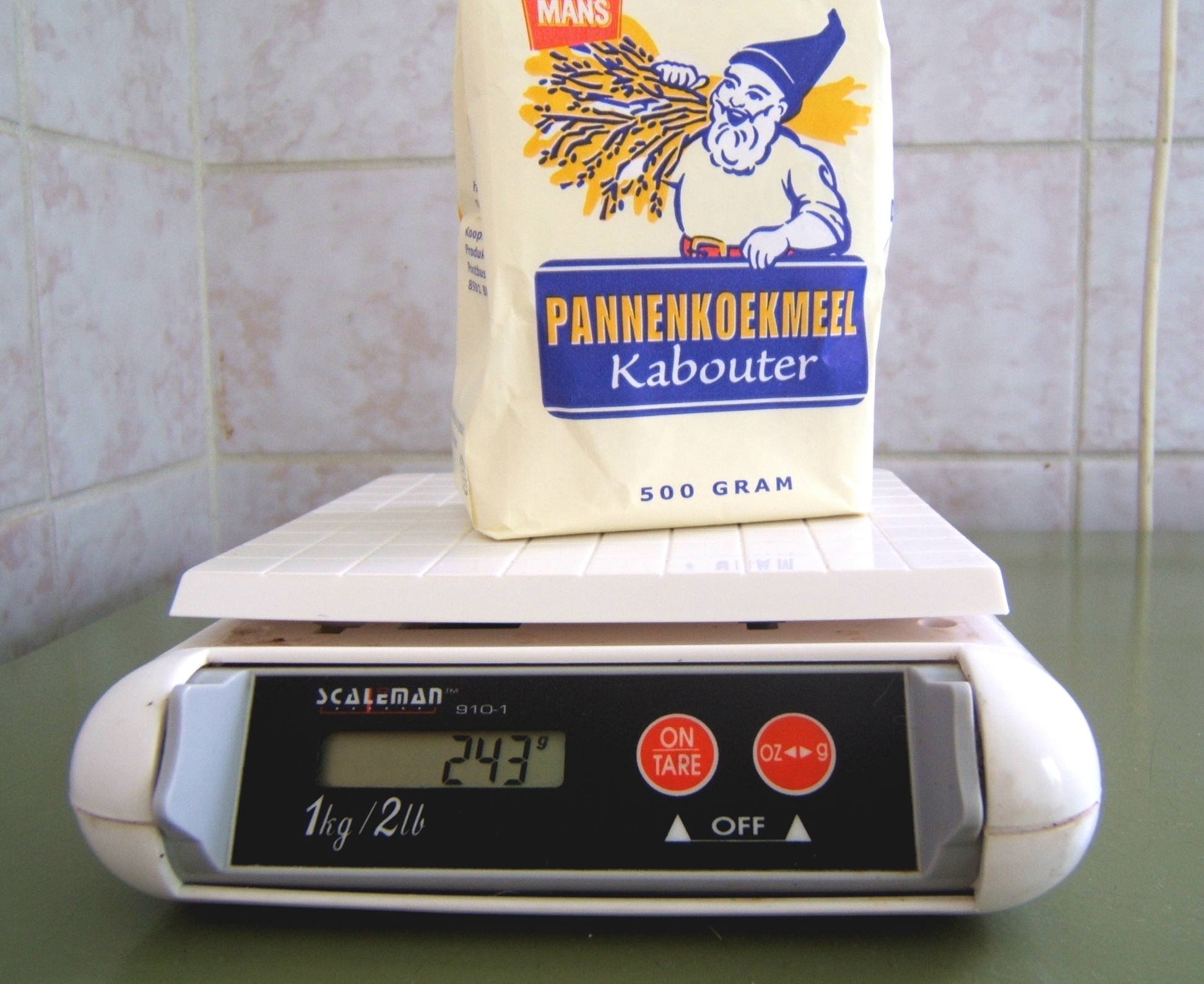
Digitale keukenweegschaal

Een keukenweegschaal is een kleine weegschaal, meestal voorzien van een bakje, waarmee ingrediënten voor de maaltijd kunnen worden afgewogen. De meeste digitale keukenweegschalen voor huishoudelijk gebruik kunnen maximaal meestal 1 kg of 2 kilogram dragen. Bij de analoge weegschalen zijn er ook die tot 3 of 5 kilogram gaan.
Er bestaan analoge en digitale keukenweegschalen. Het voordeel van een digitale keukenweegschaal, is dat deze heel gemakkelijk op nul gezet kan worden, zodat je iets kunt afwegen in een pan of schaal die niet bij de weegschaal hoort, zonder het gewicht van de pan of schaal in het resultaat mee te nemen. Ook kan na het toevoegen van een ingrediënt de weegschaal weer opnieuw op nul worden gezet, om zonder rekenen het gewicht van het volgende ingrediënt toe te voegen (het zogenaamde doorwegen). Een digitale weegschaal leest ook veel nauwkeuriger af dan een analoge weegschaal.
Bij een digitale keukenweegschaal kan dit tot op de gram nauwkeurig, terwijl dit met een analoge weegschaal niet mogelijk is. Een weegschaal die niet in gebruik is, mag niet constant belast worden, door er iets in "op te bergen". 
Moet men toch heel kleine hoeveelheden afwegen, dan is men aangewezen op een brievenweger of op een dieetweegschaal (ook wel grammenweger genoemd).